# 気仙沼市立松岩中学校
気仙沼市立松岩中学校（けせんぬましりつ まついわちゅうがっこう）は、宮城県気仙沼市松崎柳沢にある公立中学校。

## 概要
主な活動としては、1年生の八幡平へのスキー合宿、2年生の市内の店などでの職業体験、3年生の東京への修学旅行等があげられる。「ようこそ先輩」と呼ばれる卒業生を呼んで講演を聴く催しが行われており、2007年度は元シンガーソングライターで卒業生の黒沢光義が来校し講演を行った。

## 沿革
学校の歴史より
- 1947年
  - 4月1日 - 松岩村立松岩中学校として開校
  - 5月 - 生徒会「校友会」発足
- 1949年11月 - 新校舎落成
- 1950年11月 - 校友会を「緑光会」と改称
- 1952年11月 - 校章・校旗制定
- 1953年
  - 6月 - 市制施行により「気仙沼市立松岩中学校」と改称
  - 6月 - 緑光会の歌の発表会
- 1963年11月1日 - 校歌の発表会（作詞：水上不二 作曲：中田喜直）
- 2007年10月21日 - 創立60周年記念「管野滋樹オペラコンサート」及び「記念祝賀会」[2][3]

## 学校行事
| - 4月 - 5月 - 6月 | - 7月 - 8月 - 9月 | - 10月 - 11月 - 12月 | - 1月 - 2月 - 3月 |

## 部活動
2022年現在

### 運動部
- 野球部
- 男子ソフトテニス部
- 女子ソフトテニス部
- 男子卓球部（2019年5月をもって休部）
- 女子卓球部
- 男子バレーボール部
- 女子バレーボール部
- 男子バスケットボール部
- 女子バスケットボール部
- バドミントン部
- サッカー部

### 特設部
- 陸上部
- 水泳部
- 剣道部
- 柔道部

### 文化部
- 吹奏楽部
- 美術部

## 出身者
- 管野滋樹（声楽家・バリトン歌手）
- 黒沢光義（シンガーソングライター）
- 佐藤千晶（東日本放送アナウンサー）
- 千田健太（フェンシング選手・北京五輪日本代表）
- 畠山健介（ラグビー選手)